# 요세피네 스크리베르
요세피네 스크리베르 카를센(덴마크어: Josephine Skriver Karlsen, 1993년 4월 14일 ~ )은 덴마크의 모델이다. 2011년에 첫 런웨이를 통해 데뷔했으며, 2016년부터 2021년까지 빅토리아 시크릿 엔젤로도 활동했다.

## 생애 초반
요세피네 스크리베르는 코펜하겐에서 IT 분석가로 근무하던 어머니와 해양생물학자로 근무하던 아버지의 딸로 태어났으며 코펜하겐에서 성장했다. 요세피네 스크리베르의 부모는 성소수자였는데 어머니는 레즈비언이었고 아버지는 게이였다고 한다. 요세피네 스크리베르와 그의 남동생인 올리베르 스크리베르(Oliver Skriver) 남매는 체외 수정을 통해 태어났다고 한다.
스크리베르는 15세 시절 미국 뉴욕을 여행하던 도중에 현지에서 스카우트되었고 코펜하겐에 본사를 둔 모델 에이전시인 유니크 모델(Unique Models)과 계약을 맺었다. 스크리베르는 덴마크 이외의 여러 모델 에이전시에서 제안을 받았지만 학업을 위해 덴마크에 잔류했다. 2011년에 학교를 졸업하고 모델 활동을 시작했다.

## 경력
스크리베르는 2011년 가을-겨울 패션 시즌에서 데뷔했으며 알베르타 페레티 패션쇼에서 시작해서 프라다 패션쇼로 마무리했다. 캘빈 클라인, 구찌, 돌체앤가바나, 지방시, 이브 생로랑, 랄프 로렌, 발렌티노, 베르사체, DKNY, 베라 왕, 크리스티앙 디오르를 비롯한 300여 차례의 패션쇼에 출연했다.
스크리베르는 샤넬, 조르지오 아르마니, H&M, 불가리, 빅토리아 시크릿을 비롯한 여러 패션 브랜드 광고에 출연했으며 《배너티 페어》, 《엘르》, 《하퍼스 바자》, 《보그》, 《인터뷰》, 《W》, 《Vs.》, 《로피시엘》을 비롯한 여러 패션 잡지의 표지나 기사에도 등장했다. 2013년부터 빅토리아 시크릿 패션쇼에 출연했고 2016년 2월에는 빅토리아 시크릿 엔젤로 정식 임명되었다.

## 성소수자의 권리 지지
스크리베르는 생전에 성소수자의 권리를 솔직하게 이야기했고 성소수자 사회의 구성원이기도 한 자신의 부모와 함께 공개적인 대화를 나누었을 정도로 성소수자에 우호적인 입장을 표명했다.
스크리베르는 2015년에 성소수자의 권리 향상을 목표로 하는 미국의 성소수자 단체인 가족 평등 협의회(Family Equality Council)로부터 유명인 대사로 임명되었고 성소수자 가정의 권리 향상을 위한 프로그램인 솔직한 세대 프로그램(Outspoken Generation Program)에 참여했다.
스크리베르는 자신의 궁극적인 목표에 대해 "저의 이야기는 그다지 재미있는 것은 아닙니다. 왜냐하면 사회가 다양한 방식을 통해 성소수자인 저의 부모를 다른 가족처럼 전통적이고 정상적으로 받아들이도록 만들었기 때문입니다."라고 밝혔다.

## 사생활
스크리베르는 2013년부터 미국의 가수, 음악가인 알렉산더 디리언(Alexander DeLeon)과의 연애 관계에 들어갔으며 2018년 11월에는 약혼 사실을 발표했다. 두 사람은 미국 테네시주 내슈빌에 함께 거주하고 있다.